# Athenagoras Peckstadt
Athenagoras Peckstadt (geboortenaam: Yves Peckstadt) (Gent, 24 maart 1962) is een Belgisch orthodoxe geestelijke en aartsbisschop van het Oecumenisch Patriarchaat van Constantinopel, meer bepaald als metropoliet van België en exarch van Nederland en Luxemburg.

## Familie
Yves Peckstadt is de derde van vier kinderen in het gezin van Ignace Peckstadt en Marie-Thérèse Janssens. Zijn vader was 48 jaar lang advocaat aan de Balie van Gent, en is een pionier van de Orthodoxe Kerk in Vlaanderen. Zo stichtte hij in 1972 een orthodoxe parochie in Gent (Oost-Vlaanderen). Niet alleen Ignace Peckstadt werd priester van de Orthodoxe Kerk, maar ook, naast Yves, zijn tweede zoon Bernard (Brugge) en zijn schoonzoon Dominique Verbeke (Gent).

## Religieuze loopbaan

### Studie en priesterschap
Peckstadt ging naar school naar het Koninklijk Atheneum Eeklo. Na enkele jaren studie aan de faculteit Rechten van de Rijksuniversiteit Gent, studeerde hij Grieks aan de Aristoteles-Universiteit van Thessaloniki en behaalde hij aan deze universiteit met de grootste onderscheiding een Master in Theologie. Nadien vervolgde hij zijn studies met een postgraduaat aan het Oecumenisch Instituut van Bossey (Universiteit van Genève).
In 1989 werd Peckstadt door metropoliet Bartholomeos van Philadelphia, nu Oecumenisch Patriarch Bartholomeos I van Constantinopel, tot diaken gewijd en nam hij de religieuze naam Athenagoras aan, ter gedachtenis van de grote oecumenische patriarch Athenagoras. Hij kreeg de opdracht verder te werken aan de oecumenische dialoog tussen christenen. Hij diende als aartsdiaken van het Orthodox Aartsbisdom van België tot aan zijn priesterwijding in 1996. Hij werd toen verheven tot archimandriet en werd benoemd tot bisschoppelijk vicaris van de westerstalige parochies van het aartsbisdom (Benelux).

### Dienstwerk in de schoot van het Orthodox Aartsbisdom van België
Van 1993 tot 1998 was Athenagoras leraar orthodoxe godsdienst in diverse middelbare scholen van het Vlaamse land. Van 1994 tot 2014 was hij de productieverantwoordelijke en presentator van de gastprogramma's van de Orthodoxe Kerk op de openbare omroepen VRT en RTBF. In ditzelfde jaar werd hij door de Heilige Synode van het Oecumenisch Patriarchaat van Constantinopel benoemd tot medewerker van het toen nieuw opgerichte Kantoor van de Orthodoxe Kerk bij de Europese Unie. In 1995 richtte hij een nieuwe parochie op in Brugge, waarvan hij rector werd. In ditzelfde jaar werd hem ook Brussels Airport toegewezen om daar dienst te doen als orthodox aalmoezenier. In 2001 richtte hij een parochie op in Oostende en in 2008 in Hasselt.

### Bisschop van Sinope
Athenagoras werd op 13 mei 2003 door de Synode van het Oecumenisch Patriarchaat van Constantinopel tot hulpbisschop van de metropoliet van België verkozen, met de titel van bisschop van Sinope. Zijn bisschopswijding vond plaats op 22 juni 2003 in de Brusselse Kathedraal van de Heilige Aartsengelen. Hij zette zijn taken verder als hulpbisschop van de metropoliet van België.

### Metropoliet van België
Einde november 2013 verkoos de Heilige Synode van het Oecumenische Patriarchaat van Constantinopel bisschop Athenagoras Peckstadt tot metropoliet van België en exarch van Nederland en Luxemburg. Hij werd op 21 december 2013 plechtig geïnstalleerd.
Sinds zijn verkiezing tot metropoliet is hij het hoofd van de orthodoxe eredienst in België en in het Groot-Hertogdom Luxemburg en tevens voorzitter van de Orthodoxe Bisschoppenconferentie voor de Benelux. Daarnaast is hij ook de supervisor van het Kantoor van de Orthodoxe Kerk bij de Europese Unie. Hij is de eerste orthodoxe metropoliet die in België is geboren. Hij volgde metropoliet Panteleimon Kontogiannis op, die sinds 1982 metropoliet van België was en in 2013 ontslag nam wegens gezondheidsredenen.
Hij werd reeds tweemaal benoemd tot lid van de permanente Heilige Synode van het Oecumenisch Patriarchaat van Constantinopel, telkens voor een periode van 1 jaar: van maart 2014 tot februari 2015 en van september 2019 tot augustus 2020.

## Commissies en delegaties
Athenagoras is
- voorzitter van de Orthodoxe Bisschoppenconferentie van de Benelux (OBB-CEOB),
- co-voorzitter van de Internationale Dialoog tussen de Orthodoxe Kerk en de Anglicaanse Communie,
- lid van het Overlegorgaan van Christelijke Kerken in België,
- oud-voorzitter van het Interkerkelijk Comité van Brussel,
- voorzitter van het E.I.I.R. (vereniging van internationale oecumenische ontmoetingen tussen monniken en monialen),
- periodiek lid van de permanente Heilige Synode van het Oecumenisch Patriarchaat.

Athenagoras zit tevens tal van commissies voor binnen de Orthodoxe Kerk. Talrijke malen nam hij deel aan vertegenwoordigingen en zendingen van het Oecumenisch Patriarchaat en aan interorthodoxe en interchristelijke congressen. Hij vergezelde meerdere malen patriarch Bartholomeos op pastorale reizen.

## Publicaties
- Découvrir et vivre l’Orthodoxie en Belgique. L'acheminement de l’Archiprêtre Ignace Peckstadt vers l’Eglise Orthodoxe, Bruges, 2001, pp. 175.
- Hoe mijn grootvader twee oorlogen overleefde. Levensverhaal opgetekend door André Peckstadt, Langerbrugge, 2014, pp. 216.

### Deelname aan publicaties
- Verslag van het bezoek van Zijn Heiligheid de Oecumenische Patriarch Bartholomeos aan de Benelux – van 11 – 18 november 1994, Gent (Apostel Andreas), 1994, pp. 128.
- Rapport de la visite de Sa Sainteté le Patriarche Oecuménique Bartholomée au Bénélux – du 11 – 18 novembre 1994, Gand (Apostel Andreas), 1994, pp. 129.
- 25 jaar Orthodoxe Communauteit Heilige Apostel Andreas Gent, Gent (Apostel Andreas), 1997, pp. 184.
- Πατριαρχικὰ Βήματα στὴν Εὐρώπη – Marche Patriarcale en Europe – Patriarchale Stappen in Europa, Bruxelles, 2000, pp. 269.
- Actes du Congrès de l’Eglise Orthodoxe en Belgique – La Liturgie pour la vie du monde – Blankenberge 27-30 octobre 2000, Bruges (Apostel Andreas), 2002, pp. 71.

### Enkele gepubliceerde artikels
- De Orthodoxe Kerk en de Belgische Overheid, in: Levensbeschouwingen en de overhead in België – een toelichting door vertegenwoordigers van de erkende erediensten en de vrijzinnige niet-confessionele levensbeschouwing, Antwerpen, 2011, pp. 99-125.
- Het probleem van de Orthodoxe diaspora, in: Jaarboek van de Vereniging van Orthodoxen H. Nikolaas van Myra 2011 (Amsterdam), 2011, pp. 11-17.
- L’influence spirituelle de la tradition monastique orthodoxe sur les chrétiens d’Occident, in: Acta Comparanda XXII (Antwerpen), Faculteit voor Vergelijkende Godsdienstwetenschappen, 2011, pp. 113-128.
- Oecumene, een opdracht voor allen, in: Pro Petri Sede (Kapellen), 2011, Jg. 59 N°2, p. 26-32.
- Un padre spirituale contemporaneo: ricorda del Metropolita Emilianos di Silyvria (1916-2008), in: La Paternita Spirituale nella tradizione ortodossa, Magnano (Edizioni Qiqajon – Comunita di Bose), 2009, pp. 45-57.
- Mariage, divorce et remariage dans l’Eglise orthodoxe. Economie et accompagnement pastoral, in: Marriage – Divorce – Remarriage, Challenges and Perspectives for Christians (Peeters Leuven), 2007, pp. 237-251.
- Coexistence of Religions from the Orthodox Point of View, in: Acta Comparanda XVIII (Antwerpen), Faculteit voor Vergelijkende Godsdienstwetenschappen, 2007, pp. 149-154.
- Een persoonlijke ontmoeting met de nieuwe Paus Benedictus XVI, in: Pro Petri Sede (Kapellen), augustus-september 2005, Jg. 53 N°3, pp. 35-37.
- La place centrale de l’Eucharistie dans l’édification de l’Eglise, in: Contacts (Paris), avril-juin 2005, N°210, pp. 92-95.
- Responsabilité et autorité dans l’Eglise, in: Ὀρθοδοξία (Κωνσταντινούπολις), Ἔτος Ι (2003) Τεύχος Β, pp. 437-451.
- Le diacre dans l’Eglise Orthodoxe, in: Acta Comparanda XIV (Antwerpen), Faculteit voor Vergelijkende Godsdienstwetenschappen, pp. 71-86.
- La construction européenne et l’Orthodoxie, in: L’Apport des Religions à la Construction Européenne (Association Protestante de Cadres et Dirigeants), Bruxelles, 2002.
- Ἡ Η᾽ Γενικὴ Συνέλευσις τοῦ Παγκοσμίου Συμβουλίου τῶν Ἐκκλησιῶν εἰς τὴν Χαράρε — Ἡ σημασία καὶ ἡ ἔκτασις τῆς συμμετοχῆς τῶν ὀρθοδόξων νέων εἰς αὐτὴν, in Ὀρθοδοξία (Κωνσταντινούπολις), Ἔτος Ζ (2000) Τεύχος Β, pp. 269-291.
- Droits et responsabilités des Européens – réflexions orthodoxes, in: Citoyenneté. Droits et devoirs. Société civile. Réflexions et contributions des religions et des humanismes. (Commission Européenne – Cellule de Prospective), Bruxelles, 2000, pp. 37-45.
- Dios està reconciliado con el hombre. Està el hombre reconciliado con Dios, in: Pastoral Ecumenica (Madrid), 1998, Vol. XV, (1998) N°43, pp. 41-51.